# Eliza Hittman
Eliza Hittman (New York, 9 dicembre 1979) è una regista, sceneggiatrice e produttrice cinematografica statunitense.

## Biografia
Nata e cresciuta a Flatbush, Brooklyn, dove ha studiato alla Edward R. Murrow High School. Si è laureata presso l'Università dell'Indiana nel 2001 con una laurea in teatro e drammaturgia, in seguito ha ottenuto un diploma in arte e cinema alla California Institute of the Arts.
Dopo aver diretto vari cortometraggi, nel 2013 dirige il suo primo lungometraggio It Felt Like Love presentato in anteprima al Sundance Film Festival. Il suo secondo film da regista Beach Rats viene presentato al Sundance Film Festival 2017, dove vince il premio per la regia. Nel 2018 dirige episodi delle serie televisive Tredici e High Maintenance. Con il suo terzo film Mai raramente a volte sempre vince l'Orso d'argento, gran premio della giuria al Festival di Berlino 2020.

## Filmografia

### Regista

#### Cinema
- It Felt Like Love (2013)
- Beach Rats (2017)
- Mai raramente a volte sempre (Never Rarely Sometimes Always) (2020)

#### Televisione
- Tredici (13 Reasons Why ) – serie TV, 2 episodi (2018)
- High Maintenance – serie TV, 2 episodi (2018)

#### Cortometraggi
- A Lumiere (2008)
- Trickster (2009)
- Second Cousins Once Removed (2010)
- Forever's Gonna Start Tonight (2011)

### Sceneggiatrice
- Second Cousins Once Removed (2010)
- Forever's Gonna Start Tonight (2011)
- It Felt Like Love (2013)
- Beach Rats (2017)
- High Maintenance – serie TV, 1 episodio (2018)
- Mai raramente a volte sempre (Never Rarely Sometimes Always) (2020)

## Riconoscimenti
- British Independent Film Awards
  - 2020 – Candidatura per il miglior film indipendente internazionale per Mai raramente a volte sempre

- Festival Internazionale del cinema di Berlino
  - 2020 – Orso d'argento, gran premio della giuria per Mai raramente a volte sempre
  - 2020 – Candidatura per l'Orso d'oro per Mai raramente a volte sempre

- Gotham Independent Film Awards
  - 2014 – Candidatura per il Premio del pubblico per It Felt Like Love
  - 2014 – Candidatura per il miglior regista emergente per It Felt Like Love
  - 2020 – Candidatura per il miglior film per Mai raramente a volte sempre
  - 2020 – Candidatura per il Premio del pubblico per Mai raramente a volte sempre

- Independent Spirit Awards
  - 2015 – Candidatura per il Premio John Cassavetes per It Felt Like Love
  - 2021 – Candidatura per il miglior regista per Mai raramente a volte sempre
  - 2021 – Candidatura per la miglior sceneggiatura per Mai raramente a volte sempre